# James Patterson
James B. Patterson (Newburgh, 22 de marzo de 1947) es un escritor estadounidense de novelas de suspense conocido sobre todo por sus libros del agente del FBI Alex Cross.

## Biografía
Se retiró de la publicidad en 1996 para dedicarse de lleno a la literatura. Sus 65 obras sobre el psicólogo exmiembro del FBI Alex Cross han llegado a ser best sellers en Estados Unidos en sus más de 33 años como autor. Hasta la fecha, James Patterson ha tenido diecinueve números 1 consecutivos en el ranking de las novelas más vendidas según el New York Times y ostenta el récord de autor que más títulos de ficción ha vendido (56 en total), que es también Guinness World Record. Siempre aparece una de sus novelas como una de las diecisiete novelas más vendidas en los Estados Unidos y en los últimos años vende más que Stephen King, John Grisham y Dan Brown juntos.
Ha recibido varios premios como el Edgar Award, y es conocido por ser coautor y colaborador junto a diferentes escritores como Maxine Paetro, Andrew Gross, Peter DeJonge o Liza Marklund.
Además fundó los Premios James Patterson PageTurner en 2005 para incentivar y promover la lectura

## Críticas
Ha recibido críticas negativas por parte de escritores y críticos como Stephen King o S. T. Joshi. 
Además se achaca su prolífica producción al trabajo de muchos coautores, por lo que ha sido muy criticado.

## Educación y vida privada
Patterson se licenció en el Manhattan College, y estudió un máster en la Vanderbilt University.
Vive en Palm Beach, Florida con su esposa Susan y su hijo Jack.

### Novelas
Serie Cross
- Serie Alex Cross:
  1. Along Came a Spider, (1993). Versión en español: La hora de la araña (1993). (D.N. Bentolila, trad.) (1.ª edición). Barcelona: Plaza & Janes Editores. ISBN 840132533-1
  2. Kiss the Girls, (1995). Versión en español: El coleccionista de amantes, (1995). (Víctor Pozanco, trad.) (1.ª edición). Barcelona: Planeta. ISBN 840802387-X
  3. Jack & Jill, (1999). Versión en español: Jack & Jill, (1996). (Luis Eduardo y Juan Fernando Merino, trad.) (1.ª edición). Barcelona: Grupo Editorial Norma. ISBN 958044432-3
  4. Cat and Mouse, (1997). Versión en español: El Gato y el ratón, (1999). (Roger Vázquez de Parga y Sofia Coca, trad.) (1.ª edición). Barcelona: Planeta. ISBN 840803201-1
  5. Pop Goes the Weasel, (1999). ISBN 978-0-316-69328-8. No hay versión en español.
  6. Roses Are Red, (2000). ISBN 978-0-316-69325-7. No hay versión en español.
  7. Violets Are Blue, (2001). ISBN 978-0-316-69323-3. No hay versión en español.
  8. Four Blind Mice, (2002). ISBN 978-0-316-69300-4. No hay versión en español.
  9. The Big Bad Wolf, (2003). Versión en español: El Lobo de Siberia, (2007). (Cristina Martín, trad.) (1.ª edición). Barcelona: Zeta Bolsillo. ISBN 9788496581449
  10. London Bridges, (2004). Versión en español: Los puentes de Londres, (2012) (Jaume Subira Ciruana, trad.) (1.ª edición). Barcelona: Zeta Bolsillo. ISBN 9788498726022
  11. Mary, Mary (2005) ISBN 978-0-316-15976-0
  12. Cross, o Alex Cross (2006) ISBN 978-0-316-15979-1
  13. Double Cross (2007) ISBN 978-0-316-01505-9
  14. Cross Country (2008) ISBN 978-0-316-01872-2
  15. Alex Cross's Trial (2009), con Richard DiLallo ISBN 978-0-316-07062-1
  16. I, Alex Cross (2009) ISBN 978-0-316-01878-4
  17. Cross Fire (2010) ISBN 978-0-316-03617-7
  18. Kill Alex Cross (2011) ISBN 978-0-316-19873-8
  19. Merry Christmas, Alex Cross (2012) ISBN 978-0-316-21068-3
  20. Alex Cross, Run (2013) ISBN 978-0-316-22423-9
  21. Cross My Heart (2013) ISBN 978-0-316-21090-4
  22. Hope to Die (2014) ISBN 978-0-316-21096-6
  23. Vías cruzadas (Cross Justice) (2015) ISBN 978-0-316-40704-5
  24. Cruzando la línea (Cross the Line) (2016) ISBN 978-0-316-40709-0
  25. The People vs. Alex Cross (2017) ISBN 978-1-780-89515-4
  26. Target: Alex Cross (2018) ISBN 978-0-316-27394-7
  27. Criss Cross (2019) ISBN 978-0-316-52688-3
  28. Deadly Cross (2020) ISBN 978-0-316-42025-9
  29. Fear No Evil (2021) ISBN 978-0-316-49914-9

  - Otros:
    - "Action" (2014), con Brent Gargan, cuento
    - "Muerte a Cross" ("Cross Kill") (2016), novela corta ISBN 978-0-316-31714-6
    - "Detective Cross" (2017), novela corta
- Serie Ali Cross:
  1. Ali Cross (2019)
  2. Ali Cross: Like Father Like Son (2021)

Serie Travis McKinley
1. Miracle on the 17th Green (1996), con Peter de Jonge ISBN 0-316-69331-6
2. Miracle at Augusta (2015), con Peter de Jonge ISBN 0-316-41097-7
3. Miracle at St. Andrews (2019), con Peter de Jonge

Serie When the Wind Blows
1. When the Wind Blows (1998) ISBN 0-316-69332-4
2. The Lake House (2003) ISBN 0-316-60328-7

Serie El club contra el crimen (Women's Murder Club)
1. El primero en morir (1st to Die) (2001) ISBN 978-0-316-66600-8
2. Segunda oportunidad (2nd Chance) (2002), con Andrew Gross ISBN 978-0-316-69320-2
3. El tercer grado (3rd Degree) (2004), con Andrew Gross ISBN 978-0-316-60357-7
4. El 4 de julio (4th of July) (2005), con Maxine Paetro ISBN 978-0-316-71060-2
5. The 5th Horseman (2006), con Maxine Paetro ISBN 978-0-316-15977-7
6. The 6th Target (2007), con Maxine Paetro ISBN 978-0-316-01479-3
7. 7th Heaven (2008), con Maxine Paetro ISBN 978-0-316-01770-1
8. The 8th Confession (2009), con Maxine Paetro ISBN 978-0-316-01876-0
9. El juicio (The 9th Judgment) (2010), con Maxine Paetro ISBN 978-0-316-03627-6
10. 10th Anniversary (2011), con Maxine Paetro ISBN 978-0-316-03626-9
11. 11th Hour (2012), con Maxine Paetro ISBN 978-0-316-09749-9
12. 12th of Never (2013), con Maxine Paetro ISBN 978-0-316-21082-9
13. Unlucky 13 (2014), con Maxine Paetro ISBN 978-0-316-21129-1
14. 14th Deadly Sin (2015), con Maxine Paetro ISBN 978-0-316-40702-1
15. 15th Affair (2016), con Maxine Paetro ISBN 978-0-316-40707-6
15.5. "The Trial" (2016), con Maxine Paetro, novela corta ISBN 978-0-316-31715-3
16. 16th Seduction (2017), con Maxine Paetro ISBN 978-0-316-27403-6
16.5. "La forense" ("The Medical Examiner") (2017), con Maxine Paetro, novela corta
17. 17th Suspect (2018), con Maxine Paetro ISBN 978-0-316-27404-3
18. 18th Abduction (2019), con Maxine Paetro ISBN 978-0-316-42026-6[10]
19. 19th Christmas (2019), con Maxine Paetro ISBN 978-0-316-42027-3
20. 20th Victim (2020), con Maxine Paetro ISBN 978-0-316-42028-0
21. 21st Birthday (2021), con Maxine Paetro ISBN 978-0-316-49934-7

Serie Luna de miel (Honeymoon)
1. Luna de miel (Honeymoon) (2005), con Howard Roughan ISBN 0-316-71062-8
2. Second Honeymoon (2013), con Howard Roughan ISBN 978-0-316-21122-2

Serie Michael Bennett
1. Step on a Crack (2007), con Michael Ledwidge ISBN 978-0-316-01394-9
2. Run for Your Life (2009), con Michael Ledwidge ISBN 978-0-316-01874-6
3. Worst Case (2010), con Michael Ledwidge ISBN 978-0-316-03622-1
4. Tick Tock (2011), con Michael Ledwidge ISBN 978-0-316-03791-4
5. I, Michael Bennett (2012), con Michael Ledwidge ISBN 978-0-316-09746-8
6. Gone (2013), con Michael Ledwidge ISBN 978-0-316-21098-0
7. Burn (2014), con Michael Ledwidge ISBN 978-0-316-21104-8
8. Alert (2015), con Michael Ledwidge ISBN 978-0-316-40703-8
9. Bullseye (2016), con Michael Ledwidge ISBN 978-0-316-40708-3
9.5. "Chase" (2016), con Michael Ledwidge, novela corta
10. Haunted (2017), con James O. Born ISBN 978-0-316-27397-8
10.5. "Manhunt" (2017), con James O. Born, novela corta
11. Ambush (2018), con James O. Born ISBN 978-0-316-27398-5
12. Blindside (2020), con James O. Born ISBN 978-0-316-42033-4
13. The Russian (2021), con James O. Born ISBN 978-0-316-42038-9

Serie Private
1. Private (2010), con Maxine Paetro ISBN 978-0-316-09615-7
2. Private #1 Suspect (2012), con Maxine Paetro ISBN 978-0-316-09740-6
3. Private Games (2012), con Mark T. Sullivan ISBN 978-0-316-20682-2
4. Private London (2011), con Mark Pearson ISBN 978-1-4555-2815-8
5. Private Berlin (2013), con Mark T. Sullivan ISBN 978-0-316-21117-8
6. Private L.A. (2013), con Mark T. Sullivan ISBN 978-0-316-21112-3
7. Private: Oz, o Private Down Under (2012), con Michael White ISBN 978-1-4555-2976-6
8. Private India, o Private India: City on Fire (2014), con Ashwin Sanghi ISBN 978-1-4555-6081-3
9. Private Vegas (2015), con Maxine Paetroy ISBN 978-0-316-21115-4
10. Private Paris (2016), con Mark T. Sullivan ISBN 978-0-316-40705-2
11. The Games: A Private Novel, o Private Rio (2016), con Mark T. Sullivan ISBN 978-0-316-29018-0
12. Private: Missing, o Private Sydney (2016), con Kathryn Fox ISBN 978-1-4555-6814-7
12.5. "Private Royals" (2016), con Rees Jones, novela corta ISBN 978-1786530172
13. Count to Ten: A Private Novel, or Private Delhi (2017), con Ashwin Sanghi
13.5. "Private Gold" (2017), con Jassy Mackenzie, novela corta
14. Princess: A Private Novel, o Private Princess (2018), con Rees Jones ISBN 978-1538714447

Serie Zoo
1. Zoo (2012), con Michael Ledwidge ISBN 978-0-316-09744-4
1.5. "Zoo 2" (2016), con Max DiLallo, novela corta

Serie NYPD Red
1. NYPD Red (2012), con Marshall Karp ISBN 978-0-316-19986-5
2. NYPD Red 2 (2014), con Marshall Karp ISBN 978-0-316-21123-9
3. NYPD Red 3 (2015), con Marshall Karp ISBN 978-0-316-40699-4
4. NYPD Red 4 (2016), con Marshall Karp ISBN 978-0-316-40706-9
5. NYPD Red 5, o Red Alert (2018), con Marshall Karp ISBN 978-178-089-527-7
6. NYPD Red 6 (2020)

Serie Invisible
1. Invisible (2014), con David Ellis ISBN 978-0-316-40534-8
2. Unsolved (2019), con David Ellis

Serie Detective Harriet Blue
0.5. "Black & Blue" (2016), con Candice Fox, novela corta
1. Never Never (2016), con Candice Fox ISBN 978-0-316-43317-4
2. Fifty Fifty (2017), con Candice Fox ISBN 978-0-316-51322-7
3. Liar Liar (2018), con Candice Fox ISBN 978-0-316-41824-9
4. Hush Hush (2019), con Candice Fox

Serie David Shelley
0.5. "Hunted" (2016), con Andrew Holmes, novela corta
1. Revenge (2018), con Andrew Holmes

Serie Caleb Rooney
0.5. "Killer Chef" (2016), con Jeffrey J. Keyes, novela corta
1. The Chef (2019), con Max DiLallo ISBN 0316453307

Serie Crazy House
1. Crazy House (2017), con Gabrielle Charbonnet ISBN 978-0316431316
2. Fall of Crazy House (2018), con Gabrielle Charbonnet ISBN 978-0316433747

Serie Instinct
1. Murder Games, o Instinct (2017), con Howard Roughan ISBN 0316273961
2. Killer Instinct (2019), con Howard Roughan

Serie Black Book Thrillers
- The Black Book (2017), con David Ellis ISBN 978-1-4555-4267-3
- The Red Book (2021), con David Ellis ISBN 978-0-316-49940-8

Serie Rory Yates
1. Texas Ranger (2018), con Andrew Bourelle ISBN 978-0-316-55668-2
2. Texas Outlaw (2020), con Andrew Bourelle

Serie Amy Cornwall
1. Out of Sight (2019), con Brendan DuBois

Independientes
- The Thomas Berryman Number (1976) ISBN 0-446-60045-8
- Season of the Machete (1977) ISBN 0-446-60047-4
- See How They Run, o The Jericho Commandment (1979) ISBN 1-56865-423-5
- Virgin, o Cradle and All (1980) ISBN 0-07-048820-7[11]
- Black Market, o Black Friday (1986) ISBN 0-671-61087-2[11]
- The Midnight Club (1989) ISBN 0-316-69363-4
- Hide & Seek (1996) ISBN 0-316-69386-3
- El diario de Suzanne (Suzanne's Diary for Nicholas) (2001) ISBN 0-316-96944-3
- La casa de la playa (The Beach House) (2002), con Peter de Jonge ISBN 0-316-96968-0
- The Jester (2003), con Andrew Gross ISBN 0-316-60205-1
- Confesiones junto al lago (Sam's Letters to Jennifer) (2004) ISBN 0-316-71057-1
- Perseguidos (Lifeguard) (2005), con Andrew Gross ISBN 0-316-05785-1
- Beach Road (2006), con Peter de Jonge ISBN 0-316-15978-6
- Judge and Jury (2006), con Andrew Gross ISBN 0-316-01393-5
- The Quickie (2007), con Michael Ledwidge ISBN 978-0-316-11736-4
- You've Been Warned (2007), con Howard Roughan ISBN 978-0-316-01450-2
- Sail (2008), con Howard Roughan ISBN 978-0-316-01870-8
- Sundays at Tiffany's (2008), con Gabrielle Charbonnet ISBN 978-0-316-01477-9
- Bikini (Swimsuit) (2009), con Maxine Paetro ISBN 978-0-316-01877-7
- Don't Blink (2010), con Howard Roughan ISBN 978-0-316-03623-8
- The Postcard Killers (2010), con Liza Marklund ISBN 978-0-316-08951-7
- Bloody Valentine (2011), con K.A. John ISBN 978-0-09-955675-6
- Kill Me If You Can (2011), con Marshall Karp ISBN 978-0-316-09754-3
- Now You See Her (2011), con Michael Ledwidge ISBN 978-0-316-03621-4
- The Christmas Wedding (2011), con Richard DiLallo ISBN 978-0-316-09739-0
- Toys (2011), con Neil McMahon ISBN 978-0-316-09736-9
- Guilty Wives (2012), con David Ellis ISBN 978-0-316-09756-7
- Mistress (2013), con David Ellis ISBN 978-0-316-21107-9
- The Murder House (2015), con David Ellis ISBN 978-0-316-41098-4
- Truth or Die (2015), con Howard Roughan ISBN 978-0-316-40701-4
- Woman of God (2016), con Maxine Paetro ISBN 978-0-316-27402-9
- Black Dress Affair (2017)), con Susan DiLallo ISBN 978-0-316-55440-4)
- Expelled (2017), con Emily Raymond, Jimmy Patterson ISBN 978-0-316-44039-4
- La tienda (The Store) (2017), con Richard DiLallo ISBN 978-0-316-39545-8
- Juror No. 3, o Juror #3 (2018), con Nancy Allen ISBN 978-0-316-47412-2
- The 13-Minute Murder (2018), con Shan Serafin ISBN 978-0-316-51100-1
- The First Lady (2018), con Brendan DuBois ISBN 1-538-71495-7
- El presidente ha desaparecido (2018), con Bill Clinton ISBN 978-0-316-41269-8
- The Cornwalls Are Gone (2019), con Brendan DuBois ISBN 0-316-48555-1
- The Inn (2019), con Candice Fox ISBN 978-0-316-52758-3
- The Warning (2019), con Robison Wells ISBN 978-1-538-73252-6
- Lost (2020), con James O. Born
- The Summer House (2020), con Brendan DuBois ISBN 978-0-31653-955-5
- 1st Case (2020), con Chris Tebbetts ISBN 978-0-31641-818-8
- Cajun Justice (2020), con Tucker Axum ISBN 978-1-53875-235-7
- Los crímenes de la carretera (The Coast-to-Coast Murders) (2020), con J. D. Barker
- The Midwife Murders (2020), con Richard DiLallo ISBN 978-1-53871-888-9
- Three Women Disappear (2020), con Shan Serafin ISBN 978-0-31654-161-9
- The President's Daughter (2021), con Bill Clinton ISBN 978-0-316-54071-1
- The Shadow (2021), con Brian Sitts ISBN 978-1-538-70393-9
- The Noise: A Thriller (2021), con J. D. Barker

### Cuentos
Colecciones
- Triple Threat (2016), con Max DiLallo y Andrew Bourelle, colección de 3 novelas cortas:
"Cross Kill" (serie Alex Cross), "Zoo 2" (serie Zoo #1.5), "The Pretender"
- Kill or Be Killed (2016), con Maxine Paetro, Emily Raymond, Rees Jones y Shan Serafin, colección de 4 novelas cortas:
"The Trial" (serie Women's Murder Club #15.5), "Little Black Dress", "Heist", "The Women's War"
- The Moores are Missing (2017), con Loren D. Estleman, Sam Hawken y Ed Chatterton, colección de 3 novelas cortas:
"The Moores are Missing", "The Housewife", "Absolute Zero"
- The Moores Are Missing (2017), con Loren D. Estleman y Lee Stone, colección de 3 novelas cortas:
"The Moores are Missing", "Kill and Tell", "Dead Heat"
- Two From the Heart (2017), con Emily Raymond, Frank Constantini y Brian Sitts, colección de 2 novelas cortas:
"Tell Me Your Best Story", "The Lifesaver"
- The Family Lawyer (2017), con Robert Rotstein, Christopher Charles y Rachel Howzell Hall, colección de 3 novelas cortas:
"The Family Lawyer", "Night Sniper", "The Good Sister"
- Triple Homicide (2017), con Maxine Paetro y James O. Born, colección de 3 novelas cortas:
"Detective Cross" (serie Alex Cross), "The Medical Examiner" (serie Women's Murder Club #16.5), "Manhunt" (serie Michael Bennett #10.5)
- Murder in Paradise (2018), con Doug Allyn, Connor Hyde y Duane Swierczynski, colección de 3 novelas cortas:
"The Lawyer Lifeguard", "The Doctor's Plot", "The Shut-In"
- The House Next Door (2019), con Susan DiLallo, Max DiLallo y Tim Arnold ISBN 978-1538730805, colección de 3 novelas cortas:
"The House Next Door", "The Killer's Wife", "We. Are. Not. Alone"

Todas las novelas cortas
Serie Jon Roscoe Thriller:
1. "The Hostage" (2016), con Robert Gold
2. "The Verdict" (2016), con Robert Gold
3. "Kidnapped" (2016), con Robert Gold

Serie Detective Luc Moncrief:
1. "French Kiss" (2016), con Richard DiLallo
2. "The Christmas Mystery" (2016), con Richard DiLallo
3. "French Twist" (2017), con Richard DiLallo

Serie Owen Taylor:
1. "The End" (2017), con Brendan DuBois
2. "After the End" (2017), con Brendan DuBois

Serie Mitchum:
1. "Hidden" (2017), con James O. Born
2. "Malicious" (2017), con James O. Born
3. "Malevolent" (2020), con James O. Born

- Omnibus: The River Murders (2020), con James O. Born

Independientes:
- "Action" (2014), con Brent Gargan, cuento (serie Alex Cross)
- "$10,000,000 Marriage Proposal" (2016), con Hilary Liftin
- "113 minutos" ("113 Minutes") (2016), con Max DiLallo
- "Airport: Code Red" (2016), con Michael White ISBN 978-1786530370
- "Black & Blue" (2016), con Candice Fox (serie Detective Harriet Blue #0.5)
- "Break Point" (2016), con Lee Stone ISBN 978-1786530134
- "Chase" (2016), con Michael Ledwidge (serie Michael Bennett #9.5)
- "Come and Get Us" (2016), con Shan Serafin
- "Muerte a Cross" ("Cross Kill") (2016) (serie Alex Cross)
- "Dead Heat" (2016), con Lee Stone
- "Heist" (2016), con Rees Jones
- "Hunted" (2016), con Andrew Holmes (serie David Shelley #0.5)
- "Killer Chef" (2016), con Jeffrey J. Keyes (serie Caleb Rooney #0.5)
- "The Palm Beach Murders", o "Let's Play Make-Believe" (2016), con James O. Born ISBN 978-1-53875-407-8
- "Little Black Dress" (2016), con Emily Raymond
- "Private Royals" (2016), con Rees Jones ISBN 978-1786530172 (serie Private #12.5)
- "Taking the Titanic" (2016), con Scott Slaven
- "The Mating Season" (2016), con Laurie Horowitz
- "The Pretender" (2016), con Andrew Bourelle
- "The Trial" (2016), con Maxine Paetro ISBN 978-0-316-31715-3 (serie Women's Murder Club #15.5)
- "The Women's War" (2016), con Shan Serafin
- "Zoo 2" (2016), con Max DiLallo (serie Zoo #1.5)
- "Absolute Zero" (2017), con Ed Chatterton
- "Achilles" (2017)
- "Avalanche" (2017), con David Inglish
- "Christmas Sanctuary" (2017), con Lauren Hawkeye
- "Dead Man Running" (2017), con Christopher Farnsworth
- "Deadly Cargo" (2017), con Will Jordan ISBN 978-1786531766
- "Detective Cross" (2017) (serie Alex Cross)
- "Diary of a Succubus" (2017), con Derek Nikitas
- "Kill and Tell" (2017), con Scott Slaven
- "Love Me Tender" (2017), con Laurie Horowitz
- "Manhunt" (2017), con James O. Born (serie Michael Bennett #10.5)
- "Night Sniper" (2017), con Christopher Charles
- "Nooners" (2017)
- "Private Gold" (2017), con Jassy Mackenzie (serie Private #13.5)
- "Scott Free" (2017), con Rob Hart
- "Stealing Gulfstreams" (2017), con Max DiLallo
- "Steeplechase" (2017), con Scott Slaven
- "Stingrays" (2017)
- "Tell Me Your Best Story" (2017), con Emily Raymond
- "The Dolls" (2017), con Kecia Bal
- "The Exile" (2017), con Alison Joseph
- "The Family Lawyer" (2017), con Robert Rotstein
- "The Good Sister" (2017), con Rachel Howzell Hall
- "The Housewife" (2017), con Sam Hawken
- "The House Husband" (2017), con Duane Swierczynski
- "The Lawyer Lifeguard" (2017), con Doug Allyn
- "The Lifesaver" (2017), con Frank Constantini y Brian Sitts
- "La forense" ("The Medical Examiner") (2017), con Maxine Paetro (serie Women's Murder Club #16.5)
- "The Moores are Missing" (2017), con Loren D. Estleman
- "The Shut-In" (2017), con Duane Swierczynski
- "You've Been Warned" (2017), con Derek Nikitas
- "The Doctor's Plot" (2018), con Connor Hyde
- "The House Next Door" (2019), con Susan DiLallo
- "The Killer's Wife" (2019), con Max DiLallo
- "We. Are. Not. Alone" (2019), con Tim Arnold

### Novelas juveniles
Serie Maximum Ride / Hawk
- Serie Maximum Ride:
  1. The Angel Experiment (2005) ISBN 978-0-316-15556-4
  2. School's Out - Forever (2006) ISBN 978-0-316-15559-5
  3. Saving the World and Other Extreme Sports (2007) ISBN 978-0-316-15560-1
  4. The Final Warning (2008) ISBN 978-0-316-00286-8
  5. MAX (2009) ISBN 978-0-316-00289-9
  6. Fang (2010) ISBN 978-0-316-03619-1
  7. Angel (2011) ISBN 978-0-316-03620-7
  8. Nevermore (2012) ISBN 978-0-316-10184-4
  9. Maximum Ride Forever (2015) ISBN 978-0-316-20750-8
- Serie Maximum Ride: Hawk:
  1. Hawk (2020), con Gabrielle Charbonnet ISBN 978-0-316-49440-3
  2. City of the Dead (2021), con Mindy McGinnis ISBN 978-0-316-50015-9

Serie Daniel X
1. The Dangerous Days of Daniel X (2008), con Michael Ledwidge ISBN 978-0-316-00292-9
1.5. Daniel X: Alien Hunter (2008), con Leopoldo Gout, cómic
2. Watch the Skies (2009), con Ned Rust ISBN 978-0-316-03618-4
3. Demons and Druids (2010), con Adam Sadler ISBN 978-0-316-03698-6
4. Game Over (2011), con Ned Rust ISBN 978-0-316-10178-3
5. Armageddon (2012), con Chris Grabenstein ISBN 978-0-316-10179-0
6. Lights Out (2015), con Chris Grabenstein ISBN 978-0-316-20745-4

Serie Condenados (Witch & Wizard)
1. Condenados (Witch & Wizard) (2009), con Gabrielle Charbonnet ISBN 978-0-316-03624-5
2. La tierra de las sombras (The Gift) (2010), con Ned Rust ISBN 978-0-316-03625-2
3. La magia del fuego (The Fire) (2011), con Jill Dembowski ISBN 978-0-316-10190-5
4. The Kiss (2013), con Jill Dembowski ISBN 978-0-316-10191-2
5. The Lost (2014), con Emily Raymond ISBN 978-0-316-20770-6

Serie Confessions
1. Confessions of a Murder Suspect (2012), con Maxine Paetro ISBN 978-0-316-20698-3
2. Confessions: The Private School Murders (2013), con Maxine Paetro ISBN 978-0-316-20765-2
3. Confessions: The Paris Mysteries (2014), con Maxine Paetro ISBN 978-0-316-37084-4
4. Confessions: The Murder of an Angel (2015), con Maxine Paetro ISBN 978-0-316-30102-2

Independientes
- First Love (2014), con Emily Raymond ISBN 978-0-316-20704-1
- Diario de Cabra Clarke (Homeroom Diaries) (2014), con Lisa Papademetriou ISBN 978-0-316-20762-1
- Humans, Bow Down (2016), con Emily Raymond, Jill Dembowski ISBN 978-0-316-34696-2
- Sophia, Princess Among Beasts (2019), con Emily Raymond

### Novelas infantiles
Serie Los peores años de mi vida (Middle School)
1. Los peores años de mi vida (Middle School: The Worst Years of My Life) (2011), con Christopher Tebbets ISBN 978-0-316-10187-5
2. ¡Sacadme de aquí! (Middle School: Get Me Out of Here!) (2012), con Christopher TebbetsISBN 978-0-316-20671-6
3. Mi hermano miente más que habla (My Brother Is a Big, Fat Liar) (2013), con Lisa Papademetriou ISBN 978-0-316-20754-6
4. Campamentos: !Esto es un infierno! (How I Survived Bullies, Broccoli, and Snake Hill) (2013), con Christopher Tebbets ISBN 978-0-316-23175-6
5. Desafío final (Ultimate Showdown) (2014), con Julia Bergen ISBN 978-0-316-32211-9
5.5. How I Got Lost in London (2014)
6. ¡Salvad a Rafe! (Save Rafe!) (2014), con Christopher Tebbets ISBN 978-0-316-32212-6
7. Yo y mi mala suerte (Just My Rotten Luck) (2015), con Christopher Tebbets ISBN 978-0-316-28477-6
7.25. Rafe's Aussie Adventure (2015)
7.5. Going Bush (2016), con Martin Chatterton
8. Una vida de perros (Dog's Best Friend) (2016), con Christopher Tebbets ISBN 978-0-316-34954-3
  - Middle School: Hollywood 101 (2016), con Martin Chatterton
9. Atrapado en Australia (Escape to Australia) (2017), con Martin Chatterton ISBN 978-0-316-27262-9
  - Middle School: G'day, America (2018), con Martin Chatterton
10. De héroe a cero (From Hero to Zero) (2018), con Christopher Tebbets
11. Nacida para el rock (Born to Rock) (2019), con Christopher Tebbets
12. Experto en desastres (Middle School: Master of Disaster) (2020), con Christopher Tebbets
13. Unas vacaciones catastróficas (Middle School: Field Trip Fiasco) (2021), con Martin Chatterton ISBN  978-1-549-18629-5

Serie Me parto (I Funny)
1. Me parto (I Funny) (2012), con Chris Grabenstein ISBN 978-0-316-20693-8
2. Me parto más (I Even Funnier: A Middle School Story) (2013), con Chris Grabenstein ISBN 978-0-316-20697-6
3. Me parto total (I Totally Funniest: A Middle School Story) (2015), con Chris Grabenstein ISBN 978-0-316-26161-6
4. Me parto TV (I Funny TV: A Middle School Story) (2015), con Chris Grabenstein ISBN 978-0-316-30109-1
5. I Funny School of Laughs: A Middle School Story (2017), con Chris Grabenstein
6. The Nerdiest, Wimpiest, Dorkiest I Funny Ever (2018), con Chris Grabenstein

Serie Cazatesoros (Treasure Hunters)
1. Cazatesoros (Treasure Hunters) (2013), con Chris Grabenstein y Mark Shulman ISBN 978-0-316-20756-0
2. Peligro en el Nilo (Danger Down the Nile) (2014), con Chris Grabenstein ISBN 978-0-316-37086-8
3. El secreto de la ciudad prohibida (Secret of the Forbidden City) (2015), con Chris Grabenstein ISBN 978-0-316-28480-6
4. Peril at the Top of the World (2016), con Chris Grabenstein ISBN 978-0-316-34693-1
5. Quest for the City of Gold (2017), con Chris Grabenstein
6. All-American Adventure (2019), con Chris Grabenstein
7. The Plunder Down Under (2020)

Serie House of Robots
1. House of Robots (2014), con Chris Grabenstein ISBN 978-0-316-40591-1
2. Robots Go Wild! (2015), con Chris Grabenstein ISBN 978-0-316-28479-0
3. Robot Revolution! (2017), con Chris Grabenstein ISBN 978-0-316-34958-1
4. House of Robots 4 (2020)

Serie Jacky Ha-Ha
1. Jacky Ha-Ha (2016), con Chris Grabenstein ISBN 978-0-316-26249-1
2. Jacky Ha-Ha: Mi vida es una broma (Jacky Ha-Ha: My Life is a Joke) (2017), con Chris Grabenstein

Serie El diario de Junior (Dog Diaries)
1. El diario de Junior (Dog Diaries) (2018), con Steven Butler ISBN 978-0-316-48748-1
2. Happy Howlidays! (2018), con Steven Butler
3. Mission Impawsible (2019), con Steven Butler
4. Curse of the Mystery Mutt (2019), con Steven Butler
5. Camping Chaos! (publicacíon esperada: 2020), con Steven Butler

Serie Max Einstein
1. Max Einstein: Un experimento genial (Max Einstein: The Genius Experiment) (2018), con Chris Grabenstein ISBN 978-0316523967
2. Max Einstein: Rebeldes con causa (Max Einstein: Rebels With A Cause) (2019), con Chris Grabenstein
3. Max Einstein: Saves the Future (2020), con Chris Grabenstein

Independientes
- Public School Superhero (2015), con Christopher Tebbetts ISBN 978-0-316-32214-0
- Palabra de ratón (Word of Mouse) (2016), con Chris Grabenstein ISBN 978-0-316-34956-7
- Laugh Out Loud (2017), con Chris Grabenstein
- Norbert no tan normal (Not So Normal Norbert) (2018), con Joey Green
- Unbelievably Boring Bart (2018), con Duane Swierczynski ISBN 978-0316411530
- Katt vs. Dogg (2019), con Chris Grabenstein
- Becoming Muhammad Ali (publicacíon esperada: 2020), con Kwame Alexander

### Cuentos infantiles
- "Boys Will Be Boys" (2011) (serie Guys Read) ISBN 978-0-06-211215-6

### Libros infantiles
Serie Little Geniuses
1. Big Words for Little Geniuses (2017), con Susan Patterson, libro ilustrado ISBN 978-0-316-50294-8
2. Cuddly Critters for Little Geniuses (2018), con Susan Patterson, libro ilustrado ISBN 978-0-316-48628-6

Independientes
- SantaKid (2004), libro ilustrado ISBN 978-0-316-00061-1
- Give Please a Chance (2016), con Bill O'Reilly, libro ilustrado
- Give Thank You a Try (2017), libro ilustrado
- Penguins of America (2017), libro ilustrado
- The Candies Save Christmas (2017), libro ilustrado
- The Candies Trick or Treat (2018), libro ilustrado

### Cómics
Serie Maximum Ride: The Manga
1. Maximum Ride, Vol. 1 (2009), con NaRae Lee
2. Maximum Ride, Vol. 2 (2009), con NaRae Lee
3. Maximum Ride, Vol. 3 (2010), con NaRae Lee
4. Maximum Ride, Vol. 4 (2011), con NaRae Lee
5. Maximum Ride, Vol. 5 (2011), con NaRae Lee
6. Maximum Ride, Vol. 6 (2012), con NaRae Lee
7. Maximum Ride, Vol. 7 (2013), con NaRae Lee
8. Maximum Ride, Vol. 8 (2014), con NaRae Lee
9. Maximum Ride, Vol. 9 (2015), con NaRae Lee
10. Maximum Ride, Vol. 10 (publicacíon esperada: 2020), con NaRae Lee
11. Maximum Ride, Vol. 11 (2018), con NaRae Lee

Serie Daniel X: The Manga
1. Daniel X: The Manga, Vol 1 (2010), con Michael Ledwidge y Seung-Hui Kye
2. Daniel X: The Manga, Vol 2 (2011), con Ned Rust y Seung-Hui Kye
3. Daniel X: The Manga, Vol 3 (2012), con Adam Sadler y Seung-Hui Kye

Serie Condenados (Witch & Wizard)
- Serie Witch & Wizard Graphic Novel:
  1. Battle for Shadowland (2010), con Dara Naraghi
  2. Operation Zero (2011), con Víctor Santos
- Serie Witch & Wizard: The Manga:
  1. Witch & Wizard: The Manga, Vol. 1 (2011), con Gabrielle Charbonnet
  2. Witch & Wizard: The Manga, Vol. 2 (2012), con Ned Rust
  3. Witch & Wizard: The Manga, Vol. 3 (2013), con Jill Dembowski

Independientes
- Zoo: The Graphic Novel (2012), con Michael Ledwidge
- Jacky Ha-Ha: La novela gráfica (Jacky Ha-Ha: A Graphic Novel) (2020), con Chris Grabenstein

### No ficción
Biografías
- Torn Apart (2008), con Hal Friedman
- Against Medical Advice (2008), con Hal Friedman, memorias ISBN 978-0-316-02475-4
- Med Head: My Knock-down, Drag-out, Drugged-up Battle with My Brain (2010), con Hal Friedman, memorias ISBN 978-0-316-07617-3
- The House of Kennedy (2020), con Cynthia Fagen
- The Last Days of John Lennon (2020), con Casey Sherman y Dave Wedge ISBN 978-0-316-42907-8[12]

Historia
- The Murder of King Tut (2009), con Martin Dugard ISBN 978-0-316-03404-3

Política
- Trump vs. Clinton: In Their Own Words (2016) ISBN 978-0316546508

Sociología
- The Day America Told the Truth (1991), con Peter Kim ISBN 978-0134634807
- The Second American Revolution: The People's Plan for Fixing America-Before Its Too Late (1994), con Peter Kim ISBN 978-0688117306

Hechos reales
- Filthy Rich (2016), con John Connolly y Tim Malloy ISBN 978-0-316-27405-0
- All-American Murder: The Rise and Fall of Aaron Hernandez, the Superstar Whose Life Ended on Murderers' Row (2018), con Alex Abramovich y Mike Harvkey
- Serie Discovery's Murder is Forever, o Investigation Discovery's True Crime:
  1. Murder, Interrupted (2018) ISBN 978-1-538-74472-7
  2. Home Sweet Murder (2018) ISBN 978-1-538-74481-9
  3. Murder Beyond The Grave (2018) ISBN 978-1-538-74482-6
  4. Murder Thy Neighbor (2020) ISBN 978-1-538-75241-8
  5. Murder of Innocence (2020) ISBN 978-1-538-75244-9
  6. Till Murder Do Us Part (2021) ISBN 978-1-53875-251-7

## Adaptaciones
- Child of Darkness, Child of Light (1991), telefilme dirigido por Marina Sargenti, basado en la novela Virgin, o Cradle and All
- Kiss the Girls (1997), película dirigida por Gary Fleder, basada en la novela El coleccionista de amantes
- Miracle on the 17th Green (1999), telefilme dirigido por Michael Switzer, basado en la novela Miracle on the 17th Green
- Along Came a Spider (2001), película dirigida por Lee Tamahori, basada en la novela La hora de la araña
- First to Die (2003), telefilme dirigido por Russell Mulcahy, basado en la novela El primero en morir
- Suzanne's Diary for Nicholas (2005), telefilme dirigido por Richard Friedenberg, basado en la novela El diario de Suzanne
- Women's Murder Club (2007-2008), serie creada por Elizabeth Craft y Sarah Fain, basada en la serie de novelas El club contra el crimen
- Sundays at Tiffany's (2010), telefilme dirigido por Mark Piznarski, basado en la novela Sundays at Tiffany's
- Alex Cross (2012), película dirigida por Rob Cohen, basada en la novela Cross
- Zoo (2015-2017), serie basada en la novela Zoo
- Maximum Ride (2016), película dirigida por Jay Martin, basada en la serie de novelas Maximum Ride
- Middle School: The Worst Years of My Life (2016), película dirigida por Steve Carr, basada en la novela infantil Los peores años de mi vida
- James Patterson's the Chef (2018), miniserie dirigida por Nico Casavecchia y Gabe Michael, basada en la novela The Chef
- Instinct (2018-2019), serie creada por Michael Rauch, basada en la novela Murder Games, o Instinct
- The Postcard Killings (2020), película dirigida por Danis Tanović, basada en la novela The Postcard Killers
- Jeffrey Epstein: Asquerosamente rico (2020), miniserie documental dirigida por Lisa Bryant, basada en el libro de no ficción Filthy Rich